# 東和広 (スキージャンプ)
東 和広（ひがし かずひろ、1968年7月2日 - ）は、日本の元スキージャンプ選手。双子の弟昭広、弟の輝とともに「東三兄弟」と呼ばれた。1998-99シーズンを最後に現役を引退した。北海道余市郡仁木町出身。北海道余市高等学校卒業。元日本空調サービス所属。
スキージャンプ・ワールドカップで3度ベスト10に入る。最高順位は1991年にノルウェーのオスロで行われた大会での7位。
1991年のノルディックスキー世界選手権ではラージヒル、ノーマルヒル共に一本目首位だったが二本目で距離を伸ばせずラージヒル10位、ノーマルヒル5位に終わった。

## 主な優勝記録
1990年
- 宮様スキー大会国際競技会ノルディックスキー・スペシャルジャンプ

1991年
- 雪印杯全日本ジャンプ大会
- 札幌オリンピック記念国際スキージャンプ競技大会
- HBCカップジャンプ競技会

1995年
- 国際蔵王ジャンプ大会山形市長杯
- 国際蔵王ジャンプ大会NHK杯

1996年
- 伊藤杯 宮の森ナイタージャンプ大会
- 名寄ピヤシリジャンプ大会（東昭広が1987年に、東輝が2002年に優勝、三兄弟全員が優勝している。）

1997年
- TVh杯ジャンプ大会（日本選手史上初の飛型点5人全員満点を達成。）